# Ozobranchus
Ozobranchus is een geslacht van ringwormen uit de familie van de Ozobranchidae. De wetenschappelijke naam is voor het eerst geldig gepubliceerd in 1852 door Armand de Quatrefages.
Archibald Menzies had in 1791 een "nieuw soort bloedzuiger" gevonden op een schildpad in de tropische Stille Oceaan. Dat was tijdens de expeditie van HMS Discovery. Hij noemde die bloedzuiger Hirudo branchiata. Latere auteurs, waaronder de Quatrefages, meenden evenwel dat dit geen gepaste naam was. In 1852 deelde de Quatrefages Hirudo branchiata daarom in bij een nieuw geslacht, dat hij Ozobranchus noemde. Nochtans had de Quatrefages het specimen nooit gezien, en hij gaf ook geen beschrijving van het geslacht.
Het zijn kleine bloedzuigers met van 5 tot 21 paar kieuwen (branchiae). Het zijn ectoparasieten op zowel zoetwater- als zeeschildpadden.

## Soorten
- Ozobranchus branchiatus (Menzies, 1791)
- Ozobranchus jantseanus Oka, 1912
- Ozobranchus margoi (Apáthy, 1890)
- Ozobranchus polybranchus Sanjeeva Raj, 1951